# 대륙횡단철도

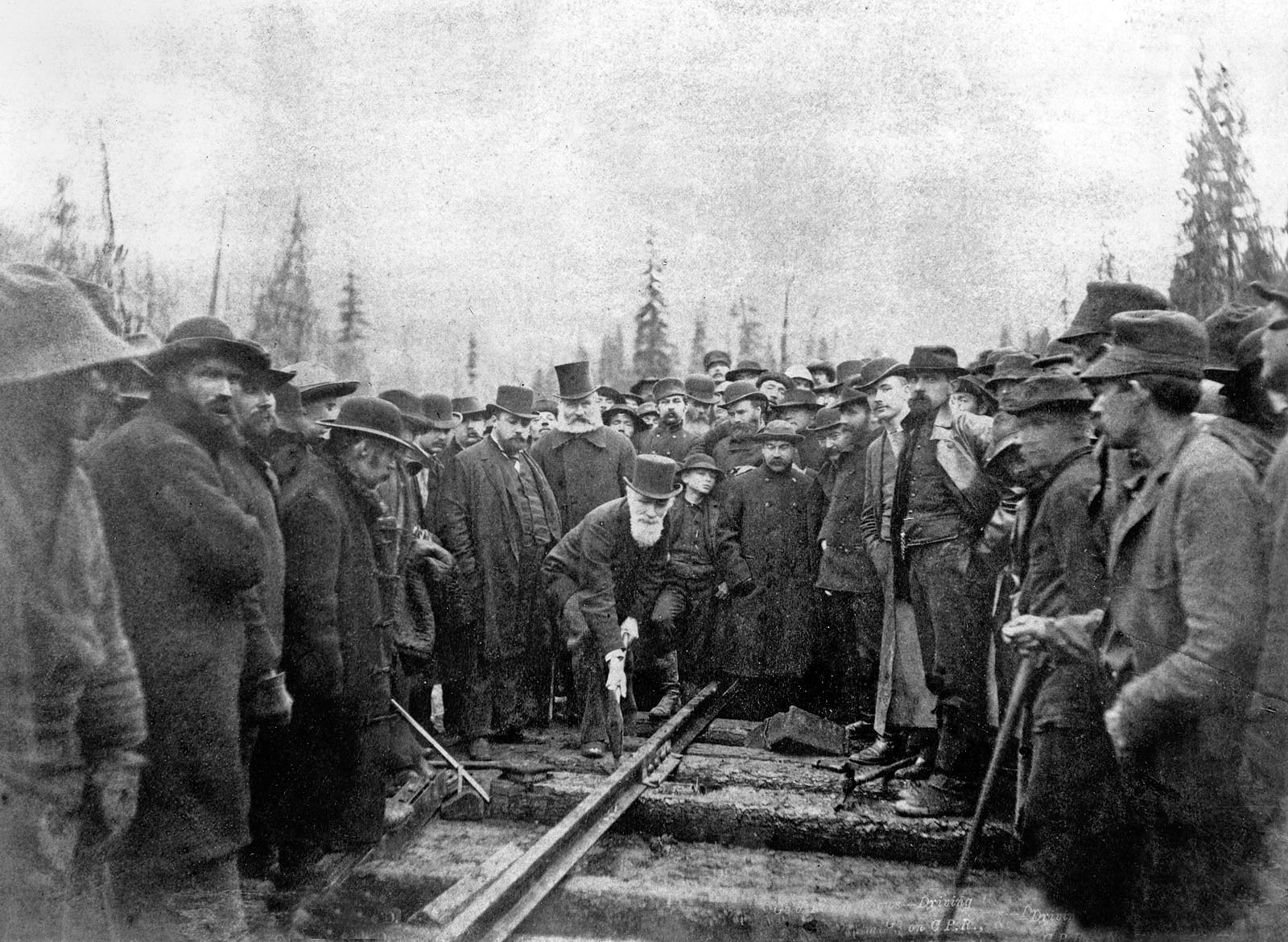
1885년에 스트라스코나 경(Lord Strathcona)이 캐나다의 첫 번째 대륙 횡단 철도인 캐나다 태평양 철도(Canadian Pacific Railway)의 마지막 못질을 하는 장면

대륙 횡단 철도(大陸橫斷鐵道)는 대륙을 가로질러, 전형적으로 “바다에서 바다까지” 다다르는 철도를 말한다. 대륙 횡단 철도의 종착역은 대양에서 다른 대양으로 이어져 있다. 유럽에서는 철도망이 가로세로로 촘촘히 놓여 있어서 오리엔트 특급 말고는 따로 대륙 횡단 철도라고 부르지 않는다.
한자 문화권에서는 엄밀히 따져 동서로 관통하는 철도는 대륙횡단철도로, 남북으로 관통하는 철도는 대륙종단철도로 부르지만, 보통은 대륙횡단철도로 통일하여 부르며, 횡단철도와 종단철도의 구분 없이 대륙관통철도라는 말도 쓰인다.

## 아메리카

### 파나마
첫 대륙 관통 철도는 1855년에 완성한 파나마 철도이다. 오늘날의 파나마(콜롬비아 참조)에 있는 중앙아메리카 지협에서 가장 좁은 곳 가까이에 놓인 철도는 겨우 48마일(77킬로미터) 짜리이다.

### 미국
미국에서 대서양과 태평양을 잇는 첫 대륙횡단철도는 6년 간의 공사를 거쳐 1869년 완공되었다. 캘리포니아주의 세크라멘토에서 네브래스카주의 오마하를 잇는 길이 2826킬로미터(1756마일)의 철도이다. 미국의 대륙횡단열차는 교통을 발전시켜 도시 형성에 기여했지만, 미국내 아메리카 원주민의 땅을 철도 공사용으로 무상몰수하는 미국 정부의 정책에 반대하여 생존권 투쟁을 벌인 미국내 아메리카 원주민과 이를 탄압한 미국 정부 간의 폭력충돌이 일어나게 하였다.
미국에서는 미시시피강 유역은 언제나 동부와 서부에 있는 운송 체계 사이의 이송점이었다. 몇몇 철로는 태평양과 멕시코만 사이에 놓여 있기는 하지만 어떤 회사도 한 해안에서 다른 해안에 이르는 모든 노선을 전부 통제하지 않았다. 이유는 매우 간단하다. 만약 동부 쪽 회사가 서부 쪽 회사와 제휴한다면, 더 이상 다른 서부 쪽 철로를 통한 수송물 수송의 선택의 여지가 없게 되기 때문이다. 클래스 1 철도는 미시시피 동부 체계와 미시시피 서부 체계를 따로 가지고 있다.
따라서 미국에서 “대륙 횡단 철도”라는 말은 보통 로키산맥 너머의 중서부와 태평양까지 뻗은 철도를 가리킨다. 몇몇 동부 간선 철도는 뉴욕에서 시카고를 잇는 철도를 망라한다.
- 미국 최초의 대륙 횡단 철도는 1869년 5월 10일에 완공하였으며, 유타 프로먼터리에 있는 골든 스파이크(Golden spike)에 그것을 기념하고 있다. 이 철도는 1,756마일(2,827킬로미터)가 넘으며, 새크라멘토와 오마하 사이를 6년 만에 두 회사(연합 태평양 철도(Union Pacific Railroad)와 중태평양 철도 (Central Pacific Railroad)가 놓았다.
- 1882년 애치슨 토피카 샌타페이 철로 (Atchison, Topeka and Santa Fe Railway) 회사는 캔자스주 애치슨과 뉴 멕시코 주 데밍에 있는 남태평양 철도 (Southern Pacific Railroad) 회사의 철로를 연결하였다. 이렇게 하여 로스앤젤레스에까지 이어지는 두 번째 철도가 부설되었다.
- 남태평양 철도 회사는 1883년에 뉴올리언스와 로스앤젤레스를 이어주는, 멕시코 만과 태평양을 연결하는 철도를 완공하였다.
- 또한 1883년에 완성된 북태평양 철도(Northern Pacific Railway)는 시카고와 워싱턴주 시애틀 사이를 이었다.
- 1893년 제임스 힐(James J. Hill)은 대북부 철도 (Great Northern Railway)를 연방정부의 보조 없이 놓았다. 그 철도는 세인트 폴에서 시애틀까지 뻗어나갔다.
- 1909년에 완성된 시카고와 밀워키, 세인트 폴 철도, 또는 밀워키 철도 (Milwaukee Road)는 개인 자금으로 지어진 태평양 철도를 시애틀까지 연장하였다. 이 철도는 완성하자마자 시카고, 밀워키, 세인트 폴과 태평양 철도로 이름이 바뀌었다.
- 1919년 존 스플레클즈(John D. Spreckels)는 그의 재산을 투자하여 샌디에이고와 애리조나 노선 (San Diego and Arizona Railway)을 부설하였다. 이로 말미암아 (남태평양 철도를 통하여) 캘리포니아주 샌디에이고와 미국 동부 사이를 직접 연결하는 철도를 만들었다. 이 철도는 샌디에이고와 칼렉시코(Calexico) 사이를 148마일(238킬로미터)이나 뻗어나갔다.
- 1993년 전미 여객 철도공사(Amtrak)의 “노을 열차”(Sunset Limited)는 대서양까지 확장되었고, 이는 최초로 대륙횡단 여객 열차 노선을 한 회사가 운영할 수 있게 만들었다.
- 2005년 허리케인 카트리나는 철로 일부를 끊어지게 만들었고, 노을 열차는 운행 구간이 올랜도에서 뉴올리언스로 단축되었다.

조지 굴드(George J. Gould)는 1900년대에 진정한 대륙 횡단 체계를 이루려고 시도하였다. 1909년에 샌프란시스코에서 털리도까지 완성된 이 철도는 서태평양 철도 (Western Pacific Railroad), 덴버와 리오그란데 철도 (Denver and Rio Grande Western Railroad), 미주리 태평양 철도 그리고 워배시 철도로 이루어졌다. 털리도 너머에 계획된 노선은 휠링과 이리 호 노선, 워배시-피츠버그간 노선, 리틀 카나와 철도, 웨스트버지니아주 중부와 피츠버그간 노선, 서메릴랜드 철도, 필라델피아와 서부 노선였다. 그러나 1907년 공황은 리틀 카나와 구간이 완성되기도 전에 모든 계획을 멈추게 만들었다. 알파벳 노선은 1931년에 완료되어 미시시피강 동부 노선으로서 제 몫을 다하고 있다.
여러 철도 회사가 합쳐져서, 연합 태평양 철도 회사 (Union Pacific Railroad)와 BNSF 철도 회사(BNSF Railway)만 남아 있다.

### 캐나다
캐나다의 첫 대륙 횡단 철도의 완공은 캐나다 역사에서 중요한 이정표이다. 1881년에서 1885년 사이에 캐나다 태평양 철도(CPR)이 완성되었고, 1871년 브리티시 컬럼비아가 캐나다 연방에 참가한 상태였기에, 그 노선은 온타리오주에서 태평양 연안까지 연결되었다. 이 철도의 서쪽 종착역은 1886년에 합병한 밴쿠버 시이다. 캐나다 태평양 철도는 1889년에 북아메리카에 있는 첫 대륙 횡단 철도 회사가 되었고, 메인 주의 국제 철도 회의가 열린 뒤 캐나다 태평양 철도는 대서양 연안까지 이어졌다.
대륙 횡단 철도의 건설은 아직 캐나다의 주와 준주로서 성립하지 않은 영국령 북아메리카의 남은 부분에 대한 캐나다의 권리를 확고히 하는 효과가 가져왔다. 이는 또한 미국에 의한 잠재적인 침입에 대항하는 보루가 되었다.
계속하여 두 개의 다른 대륙 횡단 철도 노선이 캐나다에 놓이었다. 1912년에 캐나다 북부 철도(CNoR)가 다른 노선을 따라 태평양까지 가는 길을 열었다. 그리고 통합된 대간선 태평양 철도(GTPR)와 캐나다 국유 대륙 횡단 철도(NTR) 체계는, 비록 1914년에 완성된 태평양 노선까지 연결되기는 하였지만, 1917년에 퀘벡교가 완공된 뒤에야 완전히 연결되었다. 캐나다 북부 철도, 대간선 태평양 철도, 캐나다 국유 대륙 횡단 철도는 캐나다 국유 철도라는 형태로 국유화되었다.

### 남아메리카
“안데스 횡단(Transandino)” 계획은 칠레의 발파라이소와 산티아고 그리고 아르헨티나의 멘도사의 연결을 되살리려는 활동이다. 멘도사는 부에노스 아이레스와 활발히 연결되어 있다. 오래된 안데스 횡단은 1910년에 처음 이루어졌으며, 1978년에 여객 수송은 그만두었으며, 그 4년 뒤에 화물 운송도 멈추었다. 기술적으로 완벽하게 대륙을 횡단하는 연결은 칠레의 아리카부터 볼리비아의 라파스까지나 아르헨티나 부에노스아이레스까지는 존재한다. 그러나 이 안데스를 관통하는 횡단 열차는 화물 운송만 하고 있다.

## 유라시아
- 첫 번째 유라시아 대륙 횡단 철도는 1905년에 완성한 시베리아 횡단 철도(유럽에 연결된 선로를 가지는)이며, 모스크바에서부터 태평양 쪽의 블라디보스토크까지 이어진다. 이 시베리아 횡단 철도에서 중국으로는 두 개의 노선이 연결되어 있다. 이 철도는 9,289킬로미터(5,772마일)에 이르며 세계에서 가장 긴 철도이다. 이 철도는 유럽의 철도를 중국, 몽골, 한국에까지 잇는다. 예전에 소련과 몽골이 표준 궤간(1435mm=8.5인치)보다 더 넓은 궤간(1519mm,1520mm,1524mm)으로 선로를 놓던 이래로, 폴란드와 슬로바키아, 헝가리, 루마니아의 동쪽 국경 또는 중국 국경에서는 또한 그러한 넓은 궤간을 고칠 필요가 있게 되었다. 이럼에도 불구하고 모스크바와 베이징간의 여객 열차편을 통해 또는 베를린부터 노보시비르스크까지 객차편을 통해 이 철도는 이어진다. 시베리아 횡단 열차의 통과점에 있는 거의 모든 대도시는 모스크바로 돌아가는 환승편이 있다.
- 두 번째 철도는 터키 이스탄불에서부터 이란과 투르크메니스탄, 우즈베키스탄, 카자흐스탄을 통과하여 중국에 이어진다. 이 노선은 이란과 투르크메니스칸 국경 그리고 중국 국경에서 궤간의 변화를 강요한다. 이 노선에는 또한 터키 동부의 반호를 가로지르는 열차 연락선이 있다. 오늘날 이 열차 연락선이 이스탄불의 유럽과 아시아 부분을 연결한다. 현재 해저 터널이 2013년 개통되었지만 지상철도와 이어지는 구간은 2015년 개통 예정으로 공사 중이다. 심지어 전체 노선 가운데 여객 열차편이 없는 곳도 있다. 2006년에 동일한 궤간의 연접이 제안되었으며, 카자흐스탄에서는 그 제안에 따라 선로를 새롭게 건설하기 시작하였다.

### 기타
- 범아시아 관통 철도는 이스탄불에서 싱가포르(2005년 현재 공사 중) 그리고 미얀마까지 연결하는 계획이며, 정치적인 문제를 제쳐놓고, 최초로 이란과 파키스탄 사이를 빠뜨린 부분 없이 전부 포함하는 거대한 철도 계획이다. 이 계획은 또한 주요 교통 기관인 열차로 중국과 중앙 아시아 여러 나라 및 러시아에까지 잇는다. 이 대륙 횡단 열차 노선은 불행히도 많은 서로 다른 궤간(1435mm, 1676mm, 1000mm)을 사용한다.
- 카자흐스탄 국영 철도 회사가 세운 카자흐스탄 횡단 간선 철도 계획에 따라 중국과 유럽을 1435mm 궤간으로 연결한다. 2006년에 철도 부설을 시작했다. 처음에는 노선이 카자흐스탄 서부까지, 그 남쪽에 있는 투르크메니스탄을 거쳐서 이란까지, 그 뒤에는 터키와 유럽까지 뻗어 가게 된다. 1435mm로 부설되어야 하는 더 좁은 궤간 노선은 카자흐스탄에서부터 러시아와 심지어 벨로루시나 우크라이나까지 거쳐 감을 고려하여 연결한다.
- 바그다드 철도는 이스탄불과 바그다드, 마지막으로 페르시아 만에 있는 항구 도시 바스라까지 이어진다. 1880년대에 철도가 놓이기 시작하던 그 시기에는 이 철도도 대륙 횡단 철도였다.

## 오스트레일리아

### 동서 횡단
1917년 최초의 오스트레일리아 횡단 철도가 완성되었는데, 널러버 평원을 가로질러 포트오거스타와 캘굴리 사이를 이어준다. 이 노선은 브리즈번에서 시드니로 멜버른과 애들레이드를 거쳐 본토 주도(州都)와 서부 주도 퍼스(Perth)를 연결한다. 이 노선은 많은 궤간의 변화로 어려움이 있었다. 1435mm 궤간이 두 번, 1600mm가 한 번, 1067mm가 세 번으로 전 구간에서 총 다섯 차례나 궤간이 바뀐다.
오스트레일리아 횡단 철도는 연방 정부에서 운영한 첫 번째 노선이었다.
1960년대에는 궤간의 혼잡을 일신하고 본토의 여러 주도를 연결하는 여러 조치로써 1435mm 표준 궤간 체계로 통일해야 함을 언급하였다. 1970년 이래로 전역을 가로지르는 직통 노선이 표준 궤간으로써 완성되어, 시드니에서 퍼스까지 가는 여객 열차 노선은 인디안 퍼시픽이라고 불린다.

### 남북 종단
2004년 1월에 완성된 최초의 오스트레일리아 남북 종단 철도는 다윈에서 애들레이드까지 간(Ghan)을 통해 연결한다. 이 노선은 1435mm 궤간을 이용한다.
2006년에 퀸즐랜드에서 주내(州內)의 석탄 수송과 주내 화물 수송을 맡을 새로운 노선에 대한 계획은 주와 주를 통과하는 주요한 확장에서 처음으로 표준 궤간을 보여주었다(ARHS Digest September 2006). 표준 궤간 내륙 철도는 결국 멜버른에서 케언스까지 연장하게 되었다.

## 아프리카

### 동서 횡단
- 아프리카를 가로질러 대륙 횡단 철도로 동서를 연결하는 데에는 여러 길이 있다. 하나는 1929년에 부설한 벵겔라 철도이다. 그것은 앙골라의 로비토에서부터 카탕가를 거쳐 잠비아 철도에까지 이어진다. 잠비아에서 몇몇 항구는 인도양에 접근할 수 있다. 탄자니아의 다르 에스 살람에서 타자라 철도(탄자니아 잠비아 철도)를 거쳐서, 그 다음으로 짐바브웨를 거쳐 모잠비크의 베이라와 마푸토에까지 이어진다. 앙골라 내전은 벵겔라 노선을 매우 무력하게 만들었으나, 그것을 복구하려고 노력을 기울이고 있다. 다른 동서 횡단 철도는 나미비아에 있는 대서양의 여러 항구, 심지어 월비스베이나 뤼데리츠에서부터 남아프리카 철도에까지 이어지고 있으며, 차례대로 인도양의 항구에 연결한다(곧 더반, 마푸토).

### 남북 종단
- 대륙 종단 철도는 세실 로즈가 제안하였고, 그것은 케이프 카이로 철도이다. 이 철도는 대영제국의 아프리카 속령을 위한 간선으로 여겨졌으나 완성되지는 않았다. 그것을 개발하는 동안 알지에 또는 다카르로부터 아비장까지 이어지는 “사하라 횡단”을 위한, 경쟁자 프랑스의 식민지 계획은 파쇼다 사건 이후에 중단되었다.
- 2006년 나미비아 철도가 연장되었고, 앙골라 철도에까지 연결할 수 있게 부설되었다.

### 아프리카 철도 연합
- 아프리카 철도 연합은 아프리카의 여러 철도를 연결하는 야심찬 계획을 가지고 있다.